# Miran Tepeš
Miran Tepeš (Liubliana, Yugoslavia, 25 de abril de 1961) es un deportista yugoslavo que compitió en salto en esquí. Su hijo Jurij también compitió en salto en esquí.
Participó en tres Juegos Olímpicos de Invierno, entre los años 1980 y 1988, obteniendo una medalla de plata en Calgary 1988, en la prueba de trampolín grande por equipo (junto con Primož Ulaga, Matjaž Zupan, Matjaž Debelak).

## Palmarés internacional
| Juegos Olímpicos | Juegos Olímpicos | Juegos Olímpicos | Juegos Olímpicos |
| Año              | Lugar            | Medalla          | Prueba           |
| ---------------- | ---------------- | ---------------- | ---------------- |
| 1988             | Calgary (Canadá) | Medalla de plata | TG por equipos   |